# 中華人民共和國旅行證
中华人民共和国旅行证，簡稱旅行證，是代替护照使用的旅行证件，自1978年9月1日起开始使用，先后有1978、1984、1988、1999及2004共五版。旅行证颁发对象为不需或不便发给护照之中国公民，早期多发予回国定居不再出境之华侨，持有并欲保留台湾证件者，或旅居印度、尼泊尔之藏胞等；后亦取代自1951年起颁发、1990年4月停止使用的归国证明书。
1999版及2004版旅行证均有一年一次有效和两年多次有效两种版本，一般为两年多次出入境有效，其中1999版旅行证根据不同效期有8页（一年一次）及16页（两年多次）两种式样。

## 发照对象
《中华人民共和国护照法》第二十三条规定：“短期出国的公民在国外发生护照遗失、被盗或者损毁不能使用等情形，应当向中华人民共和国驻外使馆、领馆或者外交部委托的其他驻外机构申请中华人民共和国旅行证。”
中华人民共和国旅行证是代替护照使用的国际旅行证件，由中国驻外国的外交代表机关、领事机关及其他外交部授权的驻外机关在以下情形颁发： 
1. 若中国公民因护照丢失、被盗、损坏或过期，并急需返回国内；
2. 在紧急情况下无法及时办理护照的中国公民；
3. 需要赴内地但未持有港澳居民来往内地通行证的中国籍港澳居民；
4. 需要赴大陆但未持有台湾居民来往大陆通行证的中国籍台湾居民；
5. 部分情况特殊的中国籍未成年人（如国籍存在冲突）[7]，持有旅行证的国籍冲突儿童在成年后继续申请和使用旅行证[8]。

海外持有新版香港永久性居民身份證的香港居民護照丟失、被盜、損壞或過期，並急需返回香港，可以申請旅行證回港。若無新版香港永久性居民身份證，需申請入境身份陳述書及进入许可。
海外的台湾同胞即中華民國國民（包括無戶籍國民）前往香港时，如无台灣居民來往大陸通行證，亦可申请此证进入香港，但需申请进入许可。澳门签证政策接受持有中華人民共和國護照或旅遊證件之人士最多逗留7日（過境）。
无有效旅行证件且被外国政府遣返的中国公民通常不会获发旅行证，而是应当办理回国证明用于返回中国。

## 类型
旅行证分一年一次入境有效和两年多次入境有效两种。前者在一年有效期内，持证人可以进出中国一次；后者在两年内可以多次往返中国。如申请到第三国签证，旅行证持有人可以前往第三国旅行。一年一次旅行证如加注了“仅限回国有效”，持证人回国后，旅行证即告作废。旅行证不能延期。

## 內頁

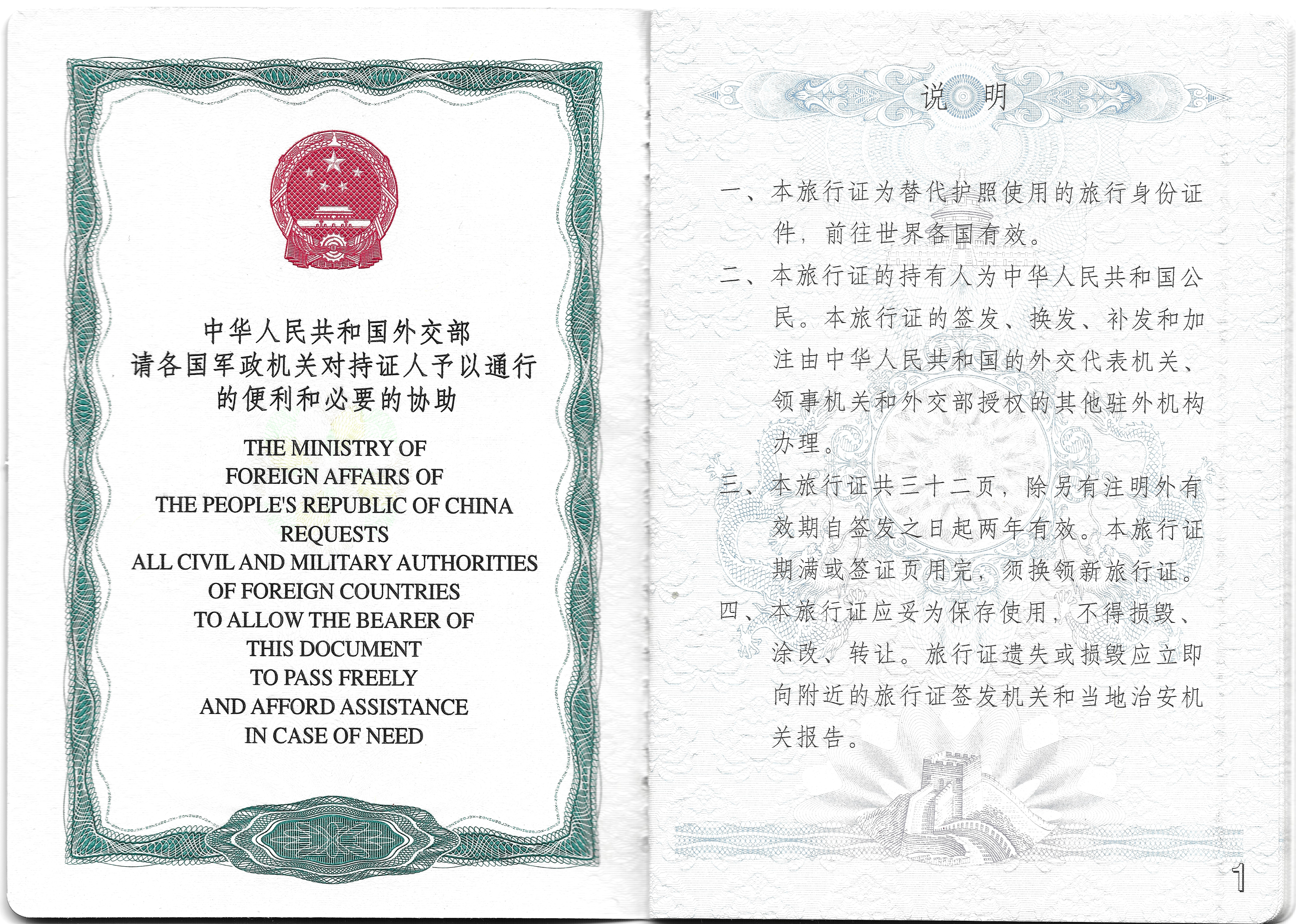
旅行者的请求页与说明页

### 旅行証声明頁
中华人民共和国旅行証首頁里的声明，以中英文書寫之內容如下：
中文（仿宋体）
英文

### 說明頁
中文說明頁標明於第1頁，英文說明頁則標明於第2頁中。
- 一、本旅行証為替代護照使用的旅行身份證件，前往世界各國有效。
- 二、本旅行証的持有人為中華人民共和國公民。本旅行証的簽發、換發、補發和加注由中華人民共和國的外交代表機關、領事機關和外交部授權的其他駐外機構辦理。
- 三、本旅行証共三十二頁，除另有注明外有效期自簽發之日起兩年有效。本旅行証期滿或簽證頁用完，須換領新旅行証。
- 四、本旅行証應妥為保存使用，不得損毀、塗改、轉讓。旅行証遺失或損毀應立即向附近的旅行証簽發機關和當地治安機關報告。

### 備注頁和簽證頁
從第3頁與第4頁為備注頁，第5頁到第31頁為簽證頁。
第32頁為簽發機關用印頁。

### 個人資料頁

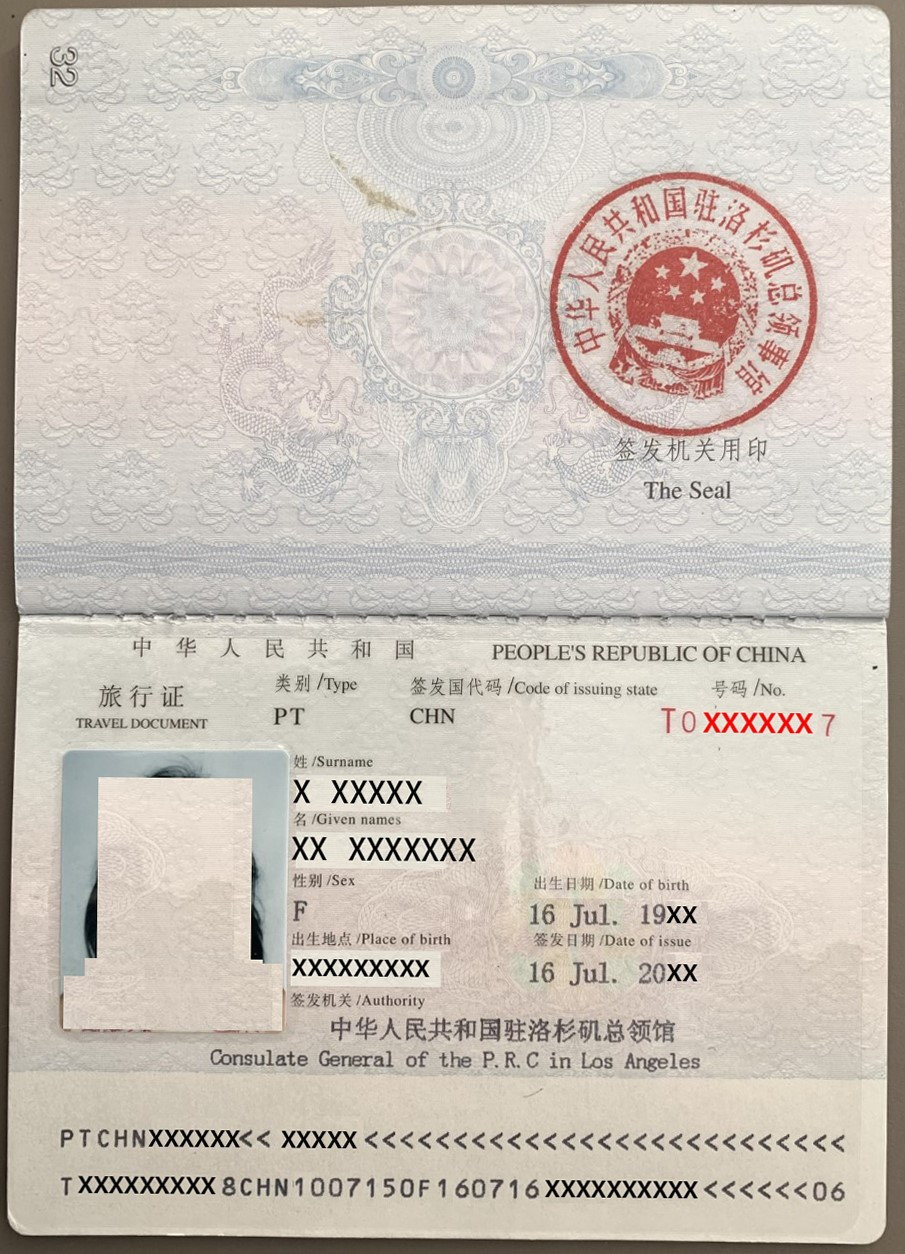
中国旅行证个人信息页

個人資料位于最后一页，左側為旅行证持有者的照片。
- 類別／：PT
- 簽發國代碼／：CHN（中國的ISO 3166-1代碼）
- 號碼／：「T」字開頭，後接8位阿拉伯數字
- 姓／
- 名／（姓名均左注中文，右注漢語拼音或持照者英文姓名）
- 性別／：男性標注為男／M ，女性標注為 女／F
- 出生日期／：以“DD MMM YYYY”之形式記載（MMM表示英語月份前3字的縮寫）
- 出生地點／：如在中華人民共和國境內出生為出生省之漢語拼音，如廣東省出生則為「GUANGDONG」；如在港澳台地区出生，则为「HONG KONG」「MACAU」或「TAIWAN」；如在海外出生則為出生國英文名稱，如美國出生則為「USA」。
- 簽發日期／：記載格式同出生日期
- 簽發機關／：中华人民共和国驻外大使馆或领事馆或其他机构。
- 机读码：以PTCHN开头，后接持照者的姓，正式英文名或汉语拼音

## 旅行证相片規格
申请時需缴交6个月以内证件近照3张(4.8cm×3.3cm，背景为白色或淡蓝色，正面可見双耳免冠头像)。

## 其他用途
中華民國政府不承認中华人民共和国旅行证為正式官方身分證明文件，因此中華民國國民持有中华人民共和国旅行证并不与中華民國法律產生任何牴觸關係。1990年伊拉克入侵科威特后，中华人民共和国驻伊拉克大使馆组织紧急撤退滞留在伊拉克与科威特的中国大陆、台灣与港澳人员。由于伊拉克政府要求中华人民共和国大使馆必须对这些人员的身份确认，而中华人民共和国大使馆又不可能在台湾人持有的中華民國護照上盖章确认，所以最终决定由中华人民共和国大使馆给这些台湾人员签发一次性的《中华人民共和国旅行证》，经由陆路撤退到约旦。

## 簽證待遇
目前并非所有适用于中国大陆护照的签证优惠政策都适用于中国旅行证，以下各国对中国旅行证持有者提供之签证待遇。
| 國家           | 簽證要求            | 說明 |
| -------------- | ------------------- | --- |
| 安地卡及巴布達 | 免簽證              | 最長30日 |
| 亞美尼亞       | 免簽證              | 最長180日 |
|                | 免簽證 （有條件）   | 最長30日，僅限透過中國或亞塞拜然的合格旅行社參加團體旅遊。 |
| 巴哈马         | 免簽證              | 最長90日 |
|                | 落地簽證 （有條件） | 最長30日，需提供資金證明、飯店預訂紀錄及後續行程。 |
| 白俄羅斯       | 免簽證 （有條件）   | 最長30日，僅限透過中國或白俄羅斯的合格旅行社參加團體旅遊。 |
| 埃及           | 免簽證 （有條件）   | 最長15日。僅適用於以觀光為目的，並經由沙姆沙伊赫（SSH）、聖凱瑟琳（SKV）或塔巴（TCP）機場入境，且全程停留於西奈半島度假區者。 |
|                | 免簽證 （有條件）   | 最長30日，僅限透過中國或喬治亞的合格旅行社參加團體旅遊。 |
| 香港           | 需要入境許可        | 必須申請香港進入許可 |
|                | 免簽證              | 最長30日，每180天累计停留不超过90天 |
| 澳門           | 免簽證 （有條件）   | 最長7日，必須從第三地過境至澳門或從澳門過境至第三地，並持有後續行程機票及前往下一目的地所需的全部文件。 |
| 馬爾地夫       | 免簽證              | 最長30日 |
| 緬甸           | 電子簽證            | 最長30日，另持中國旅行證件者不得辦理落地簽證。 |
| 俄羅斯         | 免簽證 （有條件）   | 最長30日，僅限透過中國或俄羅斯的合格旅行社參加團體旅遊。 |
| 新加坡         | 免簽證 （有條件）   | 最長4日。96小时免签证过境便利（Visa-Free Transit Facility），须持有有效可进入美国、加拿大、英国、德国、瑞士、日本、澳大利亚或新西兰签证并以海路或空路离境（入境方式无要求）前往第三国，并持有相应船（机）票，可停留96小时。若所持发达国家签证为单次签证且已经使用过，则必须从该国直接前往新加坡，且最终目的地为中国。若所持发达国家签证为长期签证，则入境新加坡时该签证剩余有效期至少有1个月 |
|                | 免簽證 （有條件）   | 僅限透過中國或土庫曼的合格旅行社參加團體旅遊。 |

## 外部連結
- 申请中华人民共和国旅行证须知（页面存档备份，存于）
- 中华人民共和国护照/旅行证/回国证明申请表（页面存档备份，存于）